# Selényi Pál-díj
Selényi Pál-díjat adományozhat az Eötvös Loránd Fizikai Társulat annak, aki a kísérleti kutatás területén kimagasló eredmény ért el. A díjat Selényi Pál (1884–1954) fizikusról nevezték el.

## A díjazottak
- 1964 Ádám András
- 1965 Berényi Dénes
- 1966 Oldal Endre és Kovács Pál
- 1967 Barna Péter
- 1968 Schanda János és Tihanyi Jenő
- 1969 Kovách Ádám
- 1970 Somogyi György
- 1971 Vatai Endre
- 1972 Barna Árpád
- 1973 Mezei Ferenc, Major János és Tichy Géza
- 1974 Karvaly Béla és Szabó Gyula
- 1975 Bencze Gyula
- 1976 Vertse Tamás
- 1977 Kóta József
- 1978 Daróczi Sándor
- 1979 Kiss Árpád
- 1980 Pető Gábor
- 1981 Bergou János
- 1982 Pálla Gabriella
- 1983 Horváth László
- 1984 Sarkadi László
- 1985 Varga Dezső
- 1986 Urbán László
- 1987 Lakatos Tamás
- 1988 Csikainé Buczkó Margit
- 1989 Horváth Dezső
- 1990 Kajcsos Zsolt és Tárkányi Ferenc
- 1991 Nyakó Barna
- 1992 Hebling János
- 1993 Kókai Endre
- 1994 Seres Zoltán
- 1995 Krasznahorkay Attila
- 1996 Horváth Viktor
- 1997 Földes István
- 1998 -
- 1999 -
- 2000 Szatmári Sándor
- 2001 Erdélyi Gábor
- 2002 Czirók András
- 2003 -
- 2004 Fülöp Zsolt
- 2005 -
- 2006 -
- 2007 Kőszegi László
- 2008 -
- 2009 -
- 2010 Biri Sándor
- 2011 Sohler Dorottya
- 2012 Bohátka Sándor
- 2013 Dombi Péter
- 2014 Erdélyi Zoltán
- 2015 -
- 2016 -
- 2017 -